# Basilio Sebastián Castellanos de Losada
Basilio Sebastián Castellanos de Losada (Madrid, 14 de junio de 1807-Madrid, 6 de junio de 1891) fue un historiador, geógrafo, biógrafo, arqueólogo, numismático, anticuario, iconólogo y escritor español.

## Biografía
Nacido en Madrid, se formó con Francisco de Luxán, maestro de Isabel II. Se aficionó pronto a los idiomas, la historia y la arqueología. Estudió italiano, francés, inglés, latín, griego, alemán, árabe y hebreo; en 1822 fue paje del nuncio Santiago Giustiniani y en 1823 se unió a los Cien mil hijos de San Luis, pero fue apresado en Talavera, encausado en Madrid y encarcelado en el convento de La Cabrera. Al ser liberado marchó a Génova con Manuel Alfonso de Serantes y Quirós y realizó comisiones consulares y comerciales; regresó en 1826 e impartió clases privadas de francés e italiano y públicas con los escolapios. En 1829 formó parte del séquito napolitano de la nueva esposa de Fernando VII como intérprete y en 1830 obtuvo un puesto en la Secretaría de Estado del ministro Manuel González Salmón, aunque fue desterrado junto a su amigo Manuel de Serantes.
En 1833 fue nombrado oficial de la Biblioteca Real, luego llamada Biblioteca Nacional, a petición propia, y en 1835 su anticuario; en 1839 fue Conservador del Museo nacional de Medallas y del Gabinete de Antigüedades de la Biblioteca Nacional y en 1835 ingresó en el Ateneo de Madrid. En 1844 comenzó a publicar Museo de Antigüedades de la Biblioteca Nacional de Madrid, pero la obra se suspendió tras la primera entrega; en 1847 publicó Apuntes para un catálogo de los objetos que comprende la colección del Museo de Antigüedades de la Biblioteca Nacional de Madrid, con exclusión de los numismáticos. En 1857 fue nombrado director de la Escuela Normal Superior, Seminario de maestros de primeras enseñanzas del Reino, donde estuvo diez años. La Sociedad Numismática Matritense de 1837, renombrada Sociedad Española de Arqueología, cambió su nombre definitivamente en 1863 a Real Academia de Arqueología y Geografía del Príncipe Alfonso, y su director facultativo y contador fue Castellanos hasta su disolución en 1868. Cuando se creó el Museo Arqueológico nacional en 1867 se encargó de su sección de numismática. La revolución de 1868 supuso un parón en la gran carrera de este devoto isabelino; sin embargo, en 1886 fue nombrado director del mismo. Fue también bibliotecario de cámara del Infante Sebastián y cronista y anticuario de la casa del Duque de Osuna. Desde 1873 y hasta su muerte en 1891 publicó el Catálogo de Medallas y Antigüedades de la Biblioteca Nacional.
Fundó y dirigió en 1835 El Guerrero de Mantua, defensor de la monarquía constitucional. Estuvo entre los que fundaron la Caja de Ahorros de Madrid en 1837 y en 1856 promovió y presidió (1856-1862) una sociedad de propietarios para construir una colonia cerca de Madrid, en el paraje denominado Cuatro Caminos, del término de Canillas. En 1864 aparece entre los impulsores de la Sociedad para socorrer heridos y enfermos militares en campaña y en 1867, al formarse la sección española de dicha Sociedad, fue el primer secretario general de la Asamblea de lo que será llamado Cruz Roja Española.

## Obras

### Historia y etnología
- Retrato actual y antiguo de la muy H.N.L.I. y C. Villa y Corte de Madrid, que comprende la historia de su fundación, sus costumbres, la topografía de su local y su partido, Madrid, Imprenta de Eusebio Álvarez, 1830 y 1831.
- La Isabela, manual del Bañista, itinerario razonado; descripción del Real sitio y baños termales de la Isabela, llamados vulgarmente de Sacedón; noticia a los bañistas de cuanto existe y pasa en aquella población que les pueda interesar en la temporada; descripción de sus pintorescas cercanías y antigüedades, Madrid, imprenta de Sanchiz, 1846.
- Trillo, manual del Bañista. Itinerario razonado. Descripción del pueblo y baños termales de Trillo; noticia à los bañistas sobre lo que hay y pasa en la temporada de baños en aquella población que les pueda interesar. Descripción de sus pintorescas cercanías; cabalgatas que pueden hacerse á los pueblecillos que le rodean é itinerarios desde Trillo al Real Sitio y baños de la Isabela (vulgo de Sacedón), y á los bañillos de Córcoles, que se describen también. Madrid, imprenta de B. González, 1851.
- Una opinión sobre la muerte de D. Carlos de Austria, príncipe de Asturias, primogénito del Rey Felipe II; causas que la motivaron, y retratos de algunos personajes de la corte de este rey y de él mismo, Madrid, Imprenta de Sanchiz, 1847.
- Memorias sobre el estado rural del Río de la Plata en 1801: Demarcación de límites entre el Brasil y el Paraguay á últimos del siglo XVIII, é informes sobre varios particulares de la América meridional española, escritos póstumos de D. Félix de Azara, brigadier de la Marina española y autor de las onras que tratan de los pájaros, cuadrúpedos, y descripción é historia del Paraguay y Río de la Plata. Madrid, Imprenta de Sanchiz, 1847.
- Historia y descripción del Paraguay y del Río de la Plata: obra póstuma del célebre marino y escritor naturalista Don Félix de Azara, ilustrada con notas y la biografía del autor, por el Sr. Castellanos, dos tomos, Madrid, imprenta de Sanchiz, 1847
- Revoluciones de Roma que causaron la destitución del Papa Pio VI como soberano temporal, y el establecimiento de la última república romana, así como la conquista de aquella parte de Italia por los franceses mandados por Napoleón, y relación de la política de España y de los sucesos de Francia posteriores á estos acontecimientos. Memorias póstumas originales del célebre diplomático y distinguido literato español d. José Nicolás de Azara, primer Marqués de Nibbiano, embajador de España en Roma por espacio de cuarenta años y después cerca de la república francesa hasta 1804; obra ilustrada con notas por el Sr. Castellanos, Madrid, Imprenta de Sanchiz, 1847.
- La galantería española. Sistema y diccionario manual del lenguaje de la galantería y de sus divisas, cuyos caracteres son las flores, las piedras preciosas, las cintas y colores, los metales y los animales domésticos, acompañado de dos artículos en doma de diccionario en que se explican los pabellones y banderas de todos los pueblos del mundo y las divisas de todas las órdenes militares, condecoraciones españolas, un corto opúsculo sobre el lenguaje mímico simbólico de la buena sociedad en ciertas ocasiones, Madrid, Imprenta de Francisco Mellado, 1848
- Panteón biográfico moderno de los ilustres Azaras de Barruñales, en el antiguo reino de Aragón, hasta el actual Marqués de Nibbiano, el Sr. Don Agustín de Azara y Mata; precedidos de una corta noticia histórica sobre el origen, antigüedad, prosperidad y grandeza de esta nobilísima familia, por D. B.S. Castellanos, Imprenta de la viuda de Sanchiz, 1848.
- Historia de la vida civil y política del célebre diplomático y distinguido español D. José Nicolás de Azara, primer marqués de Nibbiano, escrita a la vista de documentos dehaciente y con arreglo a noticias y memorias auténticas de la historia general de Europa de la segunda mitad del siglo XVIII y primeros años del presente, por D. B.S. Castellanos, Madrid, Imprenta de Baltasar González, 1849 y 1850.
- Biografía de D. José Utrera y Cadenas, pintor gaditano, Madrid, Imprenta de B. González, 1849.
- Blasón de los artistas. Biografía del Sr. Don Francisco Moratilla, platero de Cámara de S.M. la Reina, Madrid, imprenta de F. del Castillo, 1852.
- Biografía de D. Francisco González Elipe, diputado á Córtes, poeta lírico y dramático y escritor político, Madrid 1849.
- Biografías de los diputados á Córtes aragoneses D. Francisco Escudero y Azara y D. Francisco Falces y Azara, Madrid, Imprenta de B. González, 1849
- Biografía del célebre diplomático y distinguido literato español D. José Nicolás de Azara y Perera, Imprenta de B. González, 1850.
- Biografía de la graciosa y célebre gaditana Josefa Vargas, primera bailarina del teatro de la Comedia, por Don Santos Bueno del Castillo, Madrid, imprenta de Mellado, 1850.
- Memorando Historial: Nociones de la Historia Universal y particular de España, por siglos, Imprenta de F. del Castillo, 1858.
- Apéndice al Memorando historial, Madrid, 1858.
- Elementos de geografía de España, siguiendo en la parte política el censo de población publicado por el gobierno, las dimensiones superficiales que oficialmente se han señalado a las provincias, y las recientes modificaciones hechas en todos los ramos, Madrid, Imprenta de A. Santa Coloma, 1859.
- El siglo XIX, discurso histórico arqueológico, sobre los acontecimientos políticos, espíritu, instrucción, costumbres, y tendencias de los siglos XVIII y XIX en general, y en particular de España, precedido de una introducción acerca de la Historia universal del mundo, sus hombres notables y sus monumentos, Madrid, Alejandro Gómez Fuentenebro, 1857.
- Discurso histórico arqueológico, o sea reseña histórica sobre las lenguas, idiomas, dialectos y escrituras en general, y en particular de España, Madrid, imprenta de Alejandro Gómez Fuentenebro, 1856.
- Discursos históricos-arqueológicos sobre el origen, progresos y decadencia de la poesía, música y baile español, acompañados de la música de los cantares y bailes provinciales españoles por varios profesores de música, Madrid, Imprenta de D. Antonio Pérez Dubrull, 1854
- Discursos históricos-arqueológicos sobre los nobles e ilustres infanzones, los caballeros Azaras de Burbuñales en el reino de Aragón, hasta el actual D. Agustín de Azara y Mata, tercer marqués de Nibbiano, Madrid, imprenta de D. F. del Castillo, 1855.
- Glorias de los Azaras en el siglo XIX, Madrid, Imprenta de D.B. González, 1852.
- Álbum de Azara, Corona científica, literaria, artística y política que las universidades, academias, maestranzas, cuerpos científicos y patrióticos, el cuerpo diplomático y hombres políticos nacionales y algunos extranjeros consagran a la buena memorias del insigne caballero aragonés, el célebre diplomático y distinguido literato español Excmo. Sr. D. José Nicolás de Azara y Perera, primer marqués de Nibbiano, obra escrita en parte y dirigida en lo demás por D. Basilio Sebastián Castellanos de Losada
- Biografía o sea compendio de la historia de la vida y hechos del famoso cardenal de España y eminente político D. Francisco Ximénez de Cisneros, Arzobispo, Conquistador de Orán y Regente de España en el reinado de Juana y Cárlos I, emperador quinto de su nombre en Alemania, Madrid imprenta de D. Alejandro Gómez Fuentenebro, 1868.
- Numismática Forense. El estudio de la Numismática es útil para el de la Historia de la jurisprudencia; y el de la particular de España, indispensable para la recta administración de la justicia, Madrid, Imprenta de B. González, 1850.
- Galería Numismática Universal o Colección de monedas, medallas y bajo relieves antiguos y modernos, descritos por el Sr. Castellanos, D. Pedro González Mate y D. Francisco Bermúdez de Sotomayor, con una introducción que puede servir para el estudio elemental de la Numismática, escrita por el primero, Madrid, Imprenta de la Compañía Tipográfica, 1838.
- Cartilla Numismática, ó Repertorio de las palabras técnicas de la ciencia de las medallas, escritas para el uso de los alumnos de la cátedra de Arqueología del Colegio Universal de Humanidades de D. Sebastián Fábregas y de los de la misma ciencia del Ateneo, Liceo é Instituto español, regentadas por el profesor Don Basilio Sebastián Castellanos, Madrid, Imprenta de I. Sancha, 1840.
- Compendio elemental de Arqueología, 3 tomos, Madrid, Imprenta de Vicente Lalana, 1840.
- Apuntes para un catálogo de los objetos que comprende las colección del Museo de Antigüedades de la Biblioteca Nacional de Madrid, con exclusión de los numismáticos; acompañada de una ligera reseña del museo de medallas y de los demás departamentos de la misma Biblioteca, de cuyo origen, historia y literatos que han servido en ella se da una sucinta noticia, Madrid, Imprenta de Sánchez, 1847.
- Iconología cristiana y gentílica, compendio del sistema alegórico y diccionario manual de la iconología universal, en el que se da razón de cuanto puede interesar al literato y al artista para describir, pintar ó esculpir las imágenes del culto cristiano y las principales del gentilicio; expresar simbólicamente las ideas antiguas y modernas; personificar artísticamente las virtudes, los vicios y las pasiones, y designar todo lo perteneciente a la formación de emblemas, divisas, empresas, atributos, símbolos y alegorías en general, Madrid, imprenta de Baltasar González, 1850.
- Numismática española, por lo que respecta á la moneda comercial de Castilla, Lisboa 1857.

### Obras literarias
- Elmours y Matilde, o sea, La horrorosa venganza, Madrid, Imprenta de Eusebio Álvarez, 1829.
- Carlota Caristón ó sea la víctima de su virtud, Imprenta de Eusebio Álvarez, 1829.
- Enrique y Sinforosa ó los amigos virtuosos, obra moral y geográfica por la descripción que se hace de varios países, Madrid, Oficina de F. Moreno, 1830.
- El caballero de Madrid, en la conquista de Toledo por Don Alfonso VI, Madrid, imprenta de José María Repullés, 1836.
- La heroica Musulmana, Madrid: imprenta de José María Repullés, 1836.
- Los amantes desgraciados por el capricho de los padres, imprenta de Ramón Vergés, 1830
- Los terribles efectos de la inconstancia, imprenta de Ramón Vergés, 1830.
- La heroica Tortosina ó las damas de la Orden del pasatiempo, Madrid, 1841.
- Notas á las obras de D. Francisco de Quevedo Villegas, Madrid 1840-51.
- Álbum de mi familia y mis amigos, Madrid, Imprenta de Sanchiiz, 1851.
- Colección de Romances histórico-mímicos-dramáticos y de cuentos en variedad de metros, Madrid, Imprenta de Repullés, 1844.
- Definición de Beso y del abrazo ó un beso de aguinaldo al portador, Madrid, Imprenta de Sanchiz, 1847.
- Aragón y Barbuñales, romance descriptivo dedicado a los gloriosos patronos de Barbuñales, Madrid, 1851.
- Los baños de la Isabela: romance histórico y descriptivo del Real sitio y Termas de la Isabela, Madrid, imprenta de González, 1850.

### Escritos religiosos
- La Virgen de los Desamparados de Buendía, perla divina de la Alcarria, Madrid, imprenta de Sanchiz, 1846.
- La Virgen de la Caridad de Illescas, gozos y Salve, Madrid, imprenta de Sanchiz, 1846.
- La Virgen del Socorro de Sacedón, romance histórico-descriptivo, Madrid, imprenta de Sanchiz, 1847.
- Nuestra señora de la Soterraña, Patrona de la villa de Poyos en la Alcarria, romance histórico descriptivo, Madrid, imprenta de Sanchiz, 1849.
- Nuestra señora de los Portentos, patrona de la villa de Villalba del Rey en la Alcarria, romance histórico y gozos, con notas aclaratorias, Madrid, imprenta de Sanchiz, 1849.
- La Virgen del Tremedal, patrona de la ciudad de Orihuela y de la villa de Alcocer en la Alcarria, romance histórico descriptivo, Madrid, Imprenta de González, 1853.
- La virgen de Gracia, patrona de la ciudad de Gandía, en el reino de Valencia: romance histórico descriptivo, Madrid, imprenta de González, 1853.
- La Virgen de Durón o de la Esperanza, romance histórico descriptivo, Madrid, imprenta de Sanchiz, 1848.
- Desde 1848 a 1868, director de la Biografía eclesiástica completa. Vida de los personajes del Antiguo y Nuevo testamento, de todos los santos que venera la Iglesia, papas y eclesiásticos célebres por sus virtudes y talentos en orden alfabético.
- Guía del Cristiano ó sea devocionario español completo en miniatura, Madrid, imprenta de Sánchez, 1848.
- Reseña histórica acerca de los fundamentos, devoción, controversia y festiviad de la Inmaculada Concepción de María Santísima, Madrid, Imprenta de J.M. Alonso, 1855.
- Vida del glorioso mártir San Sebastián, Madrid, Imprenta de A. Gómez Fuentenebro, 1865.
- Breve compendio de la Historia de la vida de la venerable Madre María de San José, fundadora de la recolección de religiosas Agustinas y primera priora del Real Monasterio de la Encarnación de Madrid, y descripción de la iglesia y convento con todos los antecedentes de esa fundación, Madrid, Imprenta de A. Gómez Fuentenebro, 1865.
- Vida de san Pascual Bailón, humilde lego de la religión seráfica, Madrid, Imprenta de A. Gómez Fuentenebro, 1863.
- Vida de San Vicente de Paul, fundador de la Congregación de PP. Misioneros y del Instituto de las hermanas de la Caridad, Madrid, Imprenta de A. Gómez Fuentenebro, 1863.
- Nuestra señora del Rosario, elogio de la Santísima Virgen en esta santa advocación, Madrid, Imprenta de A. Gómez Fuentenebro, 1863.
- El culto de los santos, presentado como elemento social, Madrid, Imprenta de A. Gómez Fuentenebro, 1865.
- Oraciones para implorar la misericordia de Dios y de su Santa Madre, en tiempo de epidemia, particularmente, Madrid, Imprenta de A. Gómez Fuentenebro, 1865
- De las supersticiones populares en general y en particular de las españolas desde los tiempos más antiguos hasta nuestros días, Madrid, Imprenta de A. Gómez Fuentenebro, 1867.
- Soberanía temporal del Papa. Apuntes para probar su legitimidad y su necesidad y conveniencia para el mejor gobierno de la Iglesia Católica, Madrid, Imprenta de A. Gómez Fuentenebro, 1867.
- Biografía o compendio de la vida de la gloriosa española y doctora mística Santa Teresa de Jesús, compatrona de España, Madrid, Imprenta de A. Gómez Fuentenebro, 1868.

### Obras manuscritas inéditas
- Disertación filantrópica sobre los medios de impedir la malignidad del cólera morbo en Madrid.
- Proyecto de mejoras del asilo de mendicidad de San Bernardino (1835).
- El valiente peruano. Memoria de la revolución del Callao en Lima en 1824 a favor de España, por el esforzado guerrero Don Dámaso Moyano (1832).
- Diccionario de antigüedades y libros que tratan de ella.
- Índice de los manuscritos curiosos que se conservan en la Biblioteca Nacional de Madrid.
- Memoria histórica de la Real Biblioteca de S.M. desde su fundación hasta el año 1834.
- Índice de los medallones en bronce de emperadores romanos que posee el Museo de Antigüedades de la Biblioteca Nacional de Madrid.
- Veladas del Palacio de San Juan en el Retiro.
- Los pastores del Manzanares o los habitantes de Carpetania en los tiempos de la fabulosa fundación de Madrid por las colonias griegas (1831).
- Agricultura - Observaciones.
- Elementos de gramática castellana.
- Plan para un colegio de niños (1828).
- Memoria sobre la Real Congregación del Espíritu Santo y de Nuestra Señora de la Oración.
- Memoria sobre la instrucción primaria en el reinado de Isabel II.
- Drama (sin título) en tres actos y verso.
- Memoria histórica de la Biblioteca pública de Madrid y otros documentos para escribir la historia de este establecimiento.
- La heroína de Madrid o Clorinda y Mustafá. Memorias de la historia de Madrid bajo la denominación de los sarracenos y de su conquista por Alfonso VI.
- El sitio de Corinto. Traducción libre de un poema de Lord Byron.
- Método fácil para la pronunciación del francés (1827).
- El caballero en plaza o sea el enemigo y la francesa: Memorias de la Historia de Madrid.
- El preceptor de la aldea o sea la educación rural. Contiene un arte de Agricultura arreglado en lecciones, un tratado de ideas y voces militares y un compendio de Geografía e Historia de España (1829).
- Retrato histórico, político y topográfico de Madrid.
- Anales de la Villa y Corte de Madrid.
- Dietario de los sucesos de Madrid, 1857-1878.
- Diccionario histórico, político, topográfico, genealógico, bibliográfico y de costumbres de Madrid hasta 1870.